# SS Malolo

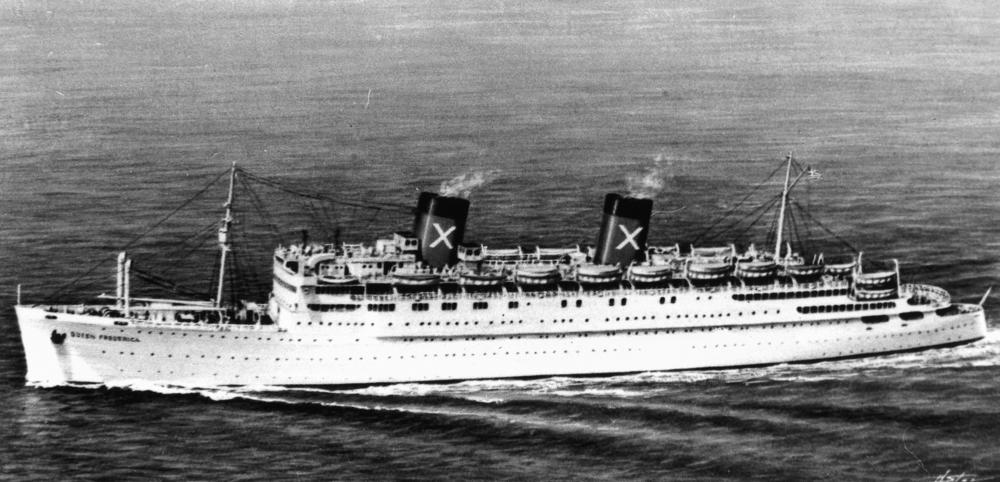
Le SS Vasilissa Frideríki vers 1960.

Le SS Malolo, renommé ensuite Matsonia, Atlantic puis Queen Frederica, était un paquebot et un navire de croisière américain construit par William Cramp & Sons à Philadelphie en 1926. 
Le SS Malolo est le premier navire de la ligne dessiné par William Francis Gibbs. Conçu pour développer le tourisme aux îles Hawaï, il circulait entre San Francisco, Los Angeles et Honolulu. 